# Bulletin de la Société Botanique de Genève
Bulletin de la Société Botanique de Genève (abreviado Bull. Soc. Bot. Genève) fue una revista ilustrada con descripciones botánicas editada en Suiza, desde 1879 hasta 1952.

## Publicaciones
- Ser. 1, vols. 1-11, 1879-1905.
- Ser. 2, vols. 1-43, 1909-1952